# Gode Gud, som lät mig hinna
Gode Gud, som lät mig hinna är en kristen psalm. Texten är skriven av Johan Åström.

## Publicerad i
- 1819 års psalmbok, som nummer 343 under rubriken "Kristligt sinne och förhållande: Med avseende på särskilda personer, tider och omständigheter: Makar, föräldrar, barn: För en husfader eller husmoder vid ett årsskifte".
- 1937 års psalmbok, som nummer XVI under rubriken "Psalmer att läsas"